# 康津郡
康津郡（：／ Gangjin gun */?）是韓國全羅南道南部的一個郡，下设1邑9面。境內有列為列為世界遺產暫定名單的康津高麗靑瓷窯址。

## 歷史
- 1895年 - 康津郡建郡。

## 行政區劃
- 강진읍（康津邑）
- 군동면（郡東面）
- 칠량면（七良面）
- 대구면（大口面）
- 마량면（馬良面）
- 도암면（道岩面）
- 신전면（薪田面）
- 성전면（城田面）
- 작천면（鵲川面）
- 병영면（兵營面）
- 옴천면（唵川面）